# Textricella propinqua
Textricella propinqua är en spindelart som beskrevs av Forster 1959. Textricella propinqua ingår i släktet Textricella och familjen Micropholcommatidae. Inga underarter finns listade i Catalogue of Life.